# Bellview Airlines
Bellview Airlines is een Nigeriaanse luchtvaartmaatschappij met thuisbasis in Lagos.

## Geschiedenis
Bellview Airlines is opgericht in 1992 als opvolger van een reisbureau.

## Diensten
Bellview Airlines voert lijnvluchten uit naar: (juli 2007)
Binnenland:
- Abuja, Kano, Lagos.

Buitenland:
- Abidjan, Accra, Banjul, Conakry, Dakar, Douala, Freetown, Libreville, Londen, Monrovia.

## Vloot
De vloot van Bellview Airlines bestaat uit:(juni 2007)
- 2 Boeing B767-200ER
- 3 Boeing B737-200